# Драгоманов Михайло Петрович
Михайло Петрович Драгома́нов (використовував псевдоніми Толмачев, Українець, М. Кузьмичевський, П. Кузьмичевський, Кирило Василенко, Волинець, М. Галицький, М. Гордієнко, П. Петрик, Морін Олександр Левів, М. Т—ов та ін.; 6 (18) вересня 1841, Гадяч, Полтавщина, Російська імперія — 20 червня (2 липня) 1895, Софія, Болгарія) — український публіцист, історик, філософ, економіст, літературознавець, фольклорист, громадський діяч, засновник українського соціалізму, представник відомого роду українських громадських і культурних діячів Драгоманових.
Один із організаторів «Старої громади» у Києві. Доцент Київського університету (1864–1875). Після звільнення за політичну неблагонадійність емігрував до Женеви, де очолював осередок української політичної еміграції (1876–1889). Професор Вищої школи у Софії (1889–1895).
Брат письменниці та громадської діячки Олени Пчілки, дядько Лесі Українки, Михайла Косача й Оксани Драгоманової. Батько Світозара Драгоманова, Лідії Шишманової, Аріадни Труш, тесть — Івана Шишманова та Івана Труша.
Визначний ідеолог українців-автономістів.

## Життєпис

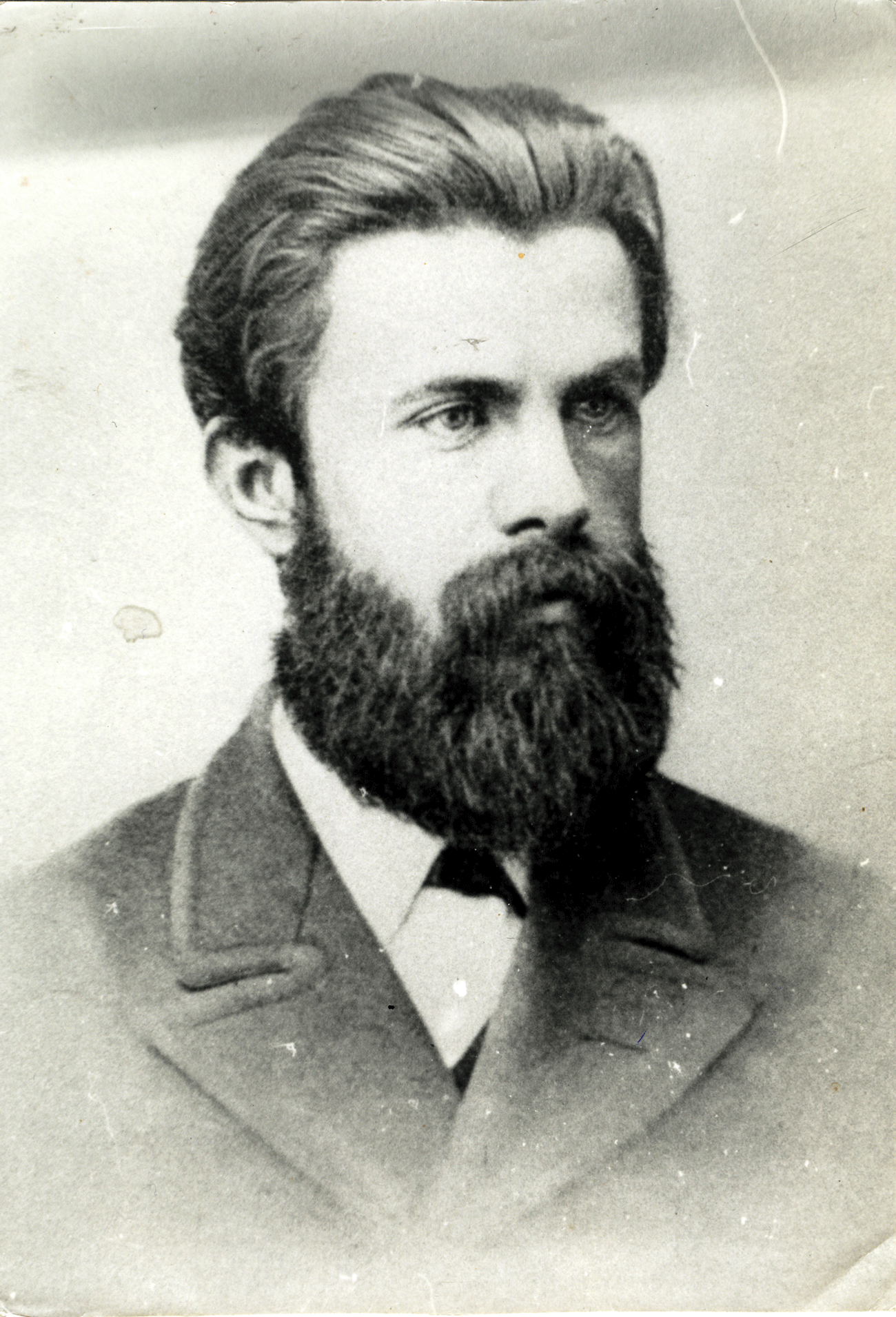
Михайло Драгоманов

Народився у місті Гадячі, нині районний центр Полтавської області, Україна (тоді Полтавська губернія, Російська імперія). Батьки Михайла Драгоманова, дрібнопомісні дворяни, нащадки козацької старшини, були освіченими людьми, поділяли ліберальні для свого часу погляди. «Я надто зобов'язаний своєму батьку, який розвив у мені інтелектуальні інтереси, з яким у мене не було морального розладу і боротьби…» — згадував пізніше Михайло.
У 1849–1853 роках навчався у Гадяцькому повітовому училищі, де, з-поміж інших дисциплін, виділяв історію, географію, мови, захоплювався античним світом.
Продовжив навчання у Полтавській гімназії (нині Полтавська школа № 3). Вражав викладачів своєю надзвичайною цілеспрямованістю, працьовитістю, освіченістю. Його сестра Ольга (письменниця Олена Пчілка, мати Лесі Українки) згадувала, що «книжок… Михайло перечитав ще в гімназії таку силу і таких авторів, що багато учнів середніх шкіл пізніших часів… здивувались би, почувши, що між тими авторами були й такі… як Шлосер, Маколей, Прескот, Гізо».
Восени 1859 року вступив на історико-філологічний факультет Київського університету Святого Володимира. Тут у нього з'являються значно ширші й більші можливості вдосконалювати свою загальну освіту, повніше і живіше знайомитися з тими суспільними і політичними процесами, що постійно зароджувалися у студентському середовищі. Став одним із засновників недільних українськомовних шкіл у Києві (1859).
Університет тих часів являв собою один із найважливіших осередків наукового, культурного і громадського життя. Значною мірою це була заслуга попечителя Київського навчального округу, славетного хірурга Миколи Пирогова, який «допустив у Києві de facto академічну свободу, схожу на європейську». Михайло намагався органічно поєднувати процес навчання з практичною громадською роботою, на яку підштовхували розбуджені загальною ситуацією політичні настрої.
Етапним у справі становлення Михайла Драгоманова як політичного і громадського діяча став його виступ над труною Шевченка у Києві 22 травня 1861 року, коли прах великого Кобзаря перевозили до Чернечої гори.

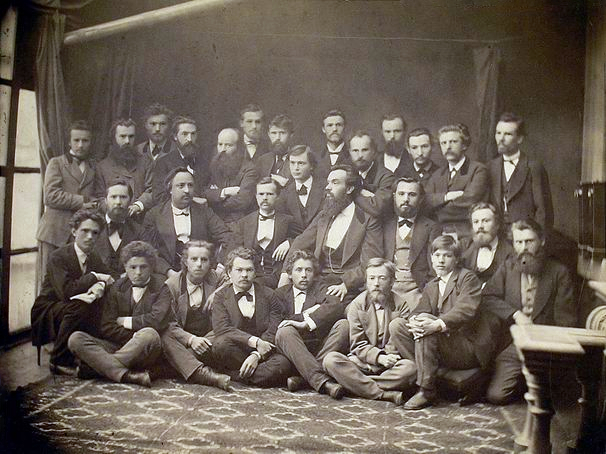
Київська «стара» громада разом зі студентською, 1874 р. Зліва направо: перший ряд: невідомо, Комарецький, невідомий представник студентської громади, Олександр Русів (скарбник), Іродіон Житецький, Волянський, Трохим Біленький, Михайло Левченко;
другий ряд: Микола Лисенко, Павло Чубинський, Іван Нечуй-Левицький, Михайло Старицький, Орест Левицький (делегат студентів при старій громаді), Діаконенко;
третій ряд: Фаворський, Михайло Драгоманів, Петро Косач (?), Білоусів, Микола Ковалевський, Пащенко, Хведір Вовк, Володимир Антонович, Микола Вербицький, Вільям Беренштам, невідомо, невідомо, Павло Житецький, невідомо.

1863 року став членом товариства «Громада», об'єднання, що було формою пробудження свідомості національної інтелігенції до пізнання української історії, культури, народного побуту, права. Пізніше, у 1870-х роках, з'явилися нові, «молоді» Громади, в статутах яких уже стояло питання про «самостійне політичне існування» України з «виборним народним правлінням». Займаючи проукраїнську позицію, він висловлював думку: «поганий той радикал на Україні, який не став свідомим українцем». Михайло Драгоманов увів у вжиток термін — носії малоросійщини:
|  | Це зросійщені українці, національний характер яких утворювався під чужим тиском і впливом, що мало наслідком засвоєння переважно гірших якостей чужої національності і втрати кращих своїх. |

З середини 1860-х років становлення Михайла Драгоманова як ученого відбувалося в тісному взаємозв'язку з його публіцистичною діяльністю. У тодішніх його роботах — історичних, етнографічних, філологічних, соціологічних — мимоволі відбувається зміщення акцентування на політичне підґрунтя означуваного питання.
1870 року Київський університет відрядив Михайла за кордон. Замість запланованих двох років молодий учений пробув там майже три, відвідавши за цей час Берлін, Прагу, Відень, Флоренцію, Гайдельберг, Львів.
Особливе місце в політично-публіцистичній діяльності Михайла Драгоманова посідала Галичина. Він намагався «розбудити» галицьке громадське життя (так, як він це розумів), піднести рівень суспільної свідомості.
У 1870–1890-х роках він активно співпрацював із галицькими журналами «Друг», «Світ» та «Народ», публікував публіцистичні, літературно-критичні й наукові матеріали як у російській та українській ліберально-демократичній пресі, так і в закордонних виданнях — англійських, німецьких, французьких, італійських, болгарських та інших. Міжнародне визнання отримав завдяки доповідям на Літературному конгресі в Парижі (1878) та Міжнародному літературному конгресі у Відні (1881), де захищав українську літературу від утисків царського режиму. Згодом погіршення здоров’я та сімейні обставини змусили його залишити Швейцарію. На запрошення уряду Болгарії він переїхав до Софії, де з 1889 року обіймав посаду професора в Софійському університеті.
Трирічне закордонне турне Михайла Петровича було надзвичайно плідним для молодого вченого. Він тепер міг критично оглянути й оцінити свої переконання, зіставляючи їх з науковим західноєвропейським досвідом.
Наступ реакції, утиски проти відроджуваних проявів української культури змусили Драгоманова, який був звільнений з Київського університету восени 1875 року, виїхати за кордон і стати політичним емігрантом. У березні 1876 року через Галичину й Угорщину він вирушив до Відня з наміром створити там осередок національної політичної думки, започаткувати випуск української газети.
Восени 1876 року Михайло Драгоманов створив у Женеві громадсько-політичний збірник «Громада». Було видано 5 томів збірника. Головна тема «Громади» — дати якнайбільше матеріалів для вивчення України і її народу, його духовних починань і прагнення до свободи та рівності серед світової спільноти.

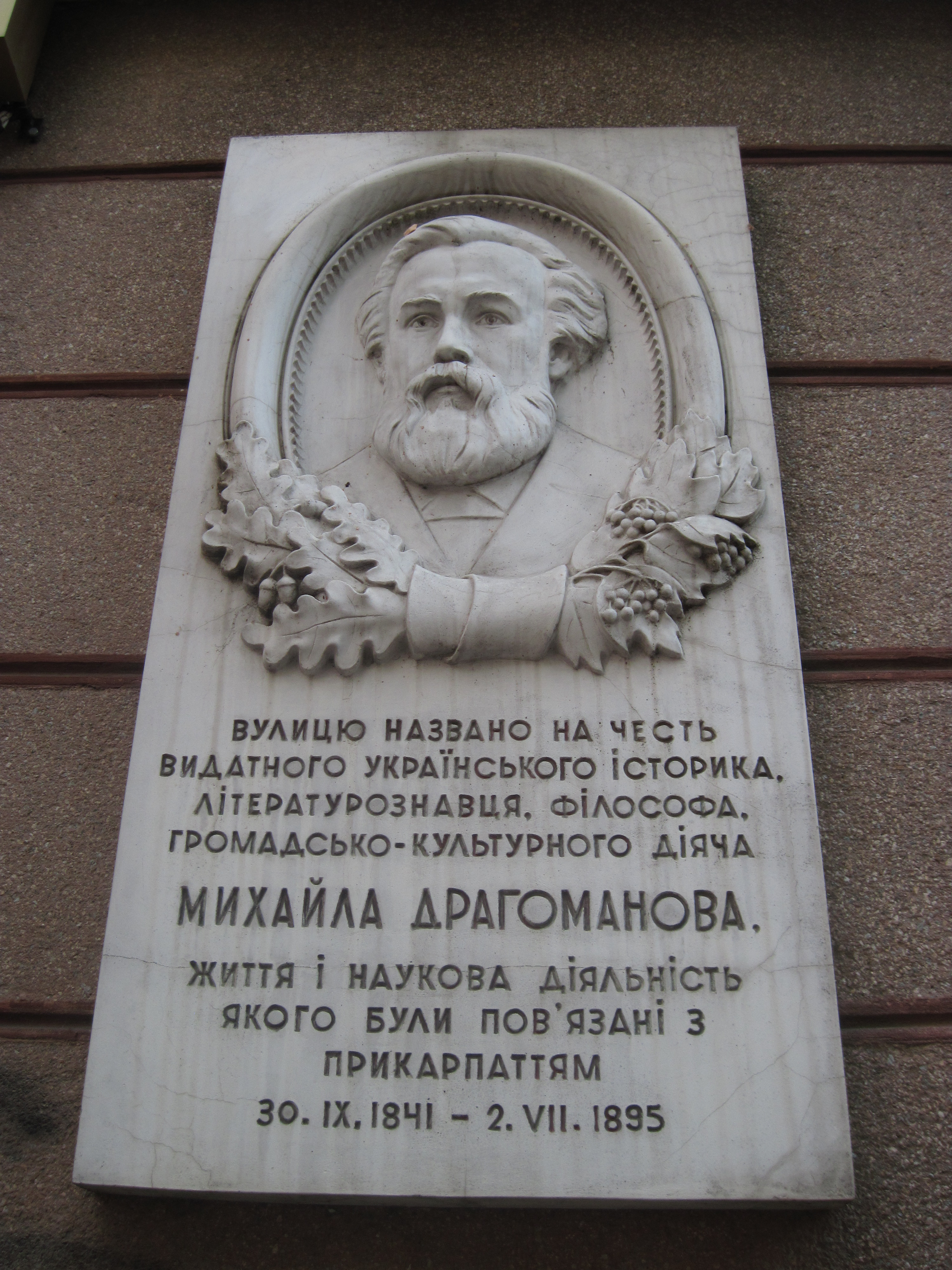
Пам'ятна дошка Михайлу Драгоманову, Івано-Франківськ.

Пам'ятна дошка Михайлу Драгоманову, Урочище Зелений Гай, Гадяч.

З другої половини 1880-х років Михайла Петровича запрошували до співпраці ряд провідних видань Галичини.
В Емському указі 1876 року, скерованому проти української мови та українофілів, вказувалося на необхідність вислання Михайла Драгоманова і Павла Чубинського як небезпечних агітаторів. На підставі Емського указу було ліквідовано Громади, звільнено ряд професорів-українців з Київського університету. В 1878 році на Паризькому літературному конгресі Михайло Петрович зачитав доповідь «La littérature oukraïnienne proscrite par le gouvernement russe» («Українська література, заборонена російським урядом»), у якій різко засудив Емський указ і виступив на захист української мови та культури. Прочитавши цю доповідь, що вийшла окремою брошурою, Карл Маркс підкреслив у тексті такі слова: «Тарас Шевченко — син народу в повному розумінні цього слова. Більше, аніж хто інший, він заслуговує на титул народного поета».
1889 року запрошений викладати на кафедрі загальної історії історико-філологічного факультету Софійського університету (Болгарія, тоді Болгарське князівство), де працював до своєї кончини.
«Пригнічений стан духу значною мірою збільшується від усвідомлення печального стану справ в Україні», — свідчила Леся Українка про останні дні свого дядька. Тимчасові поліпшення загального стану сприяли сплескам творчого піднесення, але несподівана смерть від розриву аорти обірвала життя вченого і громадського діяча.
Помер і похований у Софії.

## Наукова кар'єра
У студентські роки захопився історією стародавнього світу. Під керівництвом професора Віталія Шульгіна підготував дисертацію на право читання лекцій в університеті «Імператор Тиберій», яку захистив у 1864 році.
Попри переконання що «для політики потрібна історія, як для медицини фізіологія» був прихильником об'єктивізму. Не був схильним до міфологізації історії, використання міфів у системі обґрунтування прав чи вимог українців, натомість прагнув знаходити раціональні аргументи для пояснення явищ і процесів політичного життя.
Працював учителем географії у 2-й Київській гімназії.
1865 року прийнятий на посаду приват-доцента на кафедру загальної історії історико-філологічного факультету Київського університету Святого Володимира. Читав лекції з історії Стародавнього Сходу, історії та історіографії Стародавньої Греції, історії Стародавнього Риму, Нової історії (доби Реформації та Відродження). Опублікував низку статей зі стародавньої історії.
1870 року захистив магістерську дисертацію на ступінь магістра загальної історії на тему «Питання про історичне значення Римської імперії та Тацит».
Після наукового відрядження за кордон у 1873 році призначений на посаду штатного доцента.
1875 року звільнений з університету за політичну діяльність.

## Політичні погляди
Не сприймав як устремління соціалістів-революціонерів «зробити революцію без науки», так і надію народників «зробити соціалізм або культуру без політики». «Нівеляторів» української національності критикував за намагання під гаслами боротьби за об'єднання силоміць упроваджувати серед українців російську як державну. Висновок Драгоманова був категоричним:

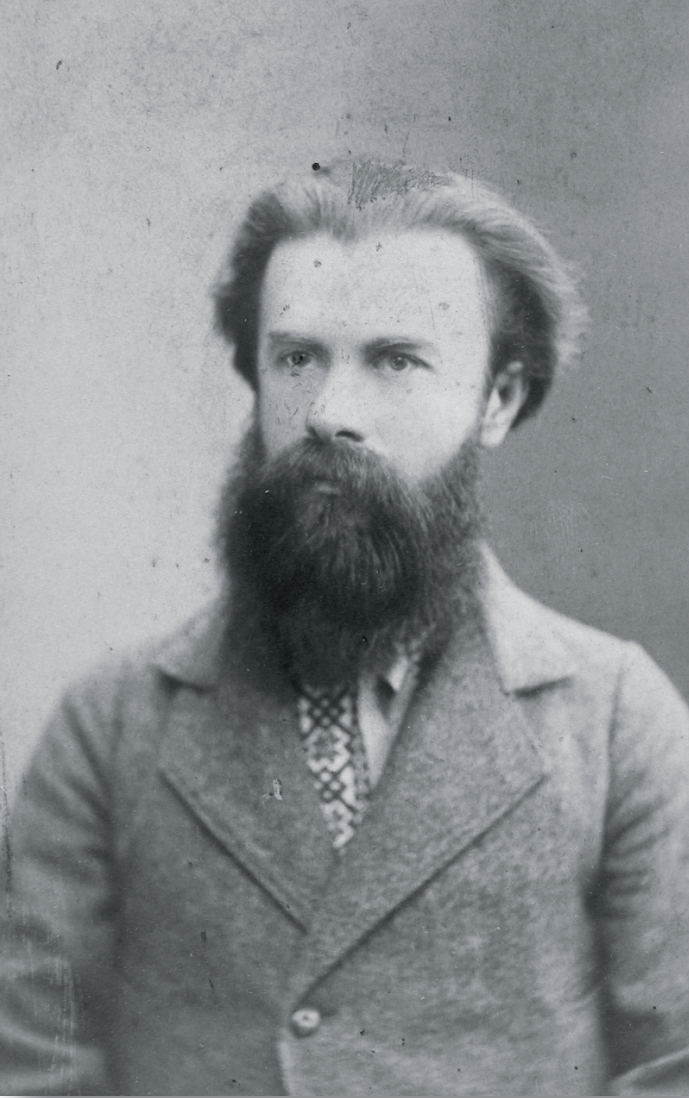
Михайло Драгоманов. Женева, 19 вересня 1881 р.

Обґрунтовував етнічну та психологічну окремішність українців. Послідовно виступав проти тих, хто твердив, що «національність — пустий ідеал», бо вважав: по-перше, національність існувала завжди і, по-друге, вітчизна людині уявляється головним чином саме нацією, яка в ній живе, інакше вітчизною будуть гори, річки та болота. Порятунок для українців бачив у створенні «своєї» держави, яка б була «спілкою задля оборони себе од чужих».
Зробив помітний внесок у розвиток політичної і правової ідеології ліберального і демократичного руху в Україні:
1. Він створив концепцію суспільства, яке базується на ідеї асоціації розвинених особистостей. Реалізація цього ідеалу можлива за федералізму з максимальною децентралізацією влади та самоврядування громад і областей. Для Михайла Драгоманова людина — основа основ соціального устрою, найвища цінність, гарантом права якої може бути лише вільна самоврядна асоціація (громада), а не держава. Михайло Драгоманов в принципі і в далекій перспективі був прихильником анархізму прудонівського типу та одночасно висував ідеї побудови держави на федеративних засадах.
2. Аналізуючи форми держави, Драгоманов наголошував, що унітарна, централізована держава — це втілення деспотизму, диктатури небагатьох. Найкращою формою, на його думку, є організована федерація (на зразок США чи Швейцарії), основою якої є громадське самоврядування, місцеве самоврядування, гарантія природних прав і свобод людини.
3. Як і Микола Костомаров, Михайло Петрович був прихильником федералізму в побудові держави. Однак якщо Костомаров висловлювався за об'єднану панслов'янську державу, то Драгоманов обмежувався федеративною перебудовою Росії. Він уявляв майбутню федерацію на принципово нових засадах: а) відстоював пріоритет прав і свобод особи в державі. На думку мислителя, терор і диктатура не можуть бути засобами побудови прогресивного суспільно-політичного ладу. Новий устрій держави передбачався на засадах політичної свободи, яка гарантуватиме права людини і громадянина, скасування тілесних покарань і смертної кари, недоторканість житла без судової постанови, таємність приватного листування, свободу совісті, друку, слова і віросповідання. Церква відділялася від держави;
б) будівництво федерації вчений розглядав не як дарування прав і свобод суб'єктам федерації «зверху», а як делегування повноважень вищим органам держави «знизу»;
в) на сторожі прав і свобод стояв суд. До нього громадянин міг звернутися з позовом не лише проти співгромадян, а й проти будь-якого чиновника, що для тодішньої Росії було надзвичайно актуально.
4. М. Драгоманов не уявляв політичної свободи громадян без серйозних і соціальних реформ, до яких входили:
— ліквідація такого пережитку кріпосництва, як юридична нерівність;
— подолання станового принципу розподілу податків;
— здійснення поступової націоналізації головних засобів виробництва з наданням права користуватися ними населенню.
5. У державно-правовій концепції Михайла Драгоманова передбачалися три гілки влади: законодавча, судова і виконавча. Законодавча належала б двом думам — державній і союзній. Главою держави міг бути імператор з успадковуваною владою чи обраний. До третьої гілки влади — судової, крім Верховного суду (сенату), входили судові палати обласних, повітових і міських дум. Статус суддів визначав закон. Членів Верховного суду призначав глава держави довічно.
Таким чином, своєю державно-правовою концепцією Михайло Петрович пропонував парламентську державу із засадами самоврядування, яка б впливала на соціальну й економічну сфери суспільства, надавала б великого значення просвітництву і законодавству, відкривала перспективи для реформ.
По-перше, цінність політичного вчення Михайла Драгоманова полягає в тому, що воно спрямоване на захист прав і свобод людини. Ні до, ні після нього ніхто в Україні і Росії не стверджував з такою силою ідею пріоритету особи перед державою. Вчений впритул підійшов до окреслення найважливішої ознаки правової держави — відповідальності держави перед громадянином у разі порушення його прав.
По-друге, не може не тішити сучасників європейський вибір Михайла Драгоманова, його намагання ввести Україну в європейську спільноту народів шляхом наближення її до європейських політичних і правових стандартів.
По-третє, вчений створив перший в історії Росії проєкт федеративної перебудови держави, окремі аспекти якого було реалізовано пізніше на практиці. Прикладом цього не є сьогоднішній двопалатний парламент Російської Федерації, яка протягом 2-ї половини 90-х років ХХ ст. — початку ХХІ де-факто перетворилася в жорстко централізовану, тоталітарну державу.
Первинним у політичних ідеях Драгоманова був гуманізм, віра у духовне вдосконалення людини, у прогрес суспільства, який він розумів під кутом зору задоволення прагнень і потреб людини.
Вчений відстоював цінності демократичного суспільства, заснованого на засадах розуму, солідарності та спрямованого до «інтегрального» розвитку особистості. Йому притаманна відданість ідеї верховенства права як гарантії поступовості соціального розвитку.
У феномені національного Драгоманов виділяв два аспекти. По-перше, націю він розумів як продукт історичного розвитку, стале об'єднання людей зі спільною долею, мовою, традиціями, уявленнями про минуле та прагненнями до майбутнього. По-друге, сучасна нація для нього була спільнотою, в якій реалізується потенціал насамперед її провідних діячів, культурні, духовні, наукові, творчі можливості людей.
Драгоманівські концепції розв'язання національного питання в Європі відрізнялися оригінальністю. Це — теорія «плебейських націй», історіософська ідея «неповноти» історичного, соціального та культурного розвитку бездержавних націй.
Прагнучи до гармонізації міжнаціональних стосунків Драгоманов часом перебільшував роль раціональних чинників, здатність національних колективів взаємодіяти на засадах гуманності, діалогу та взаємних поступок.
Новаційною була його європоцентристська модель суспільно-політичного розвитку. З погляду «центральних» і «периферійних» процесів розвитку Європи він інтерпретував ключові події історії, визначав рівень асинхронності розвитку східноєвропейських народів у порівнянні з процесами, притаманними народам західноєвропейським.

## Літературознавчі погляди

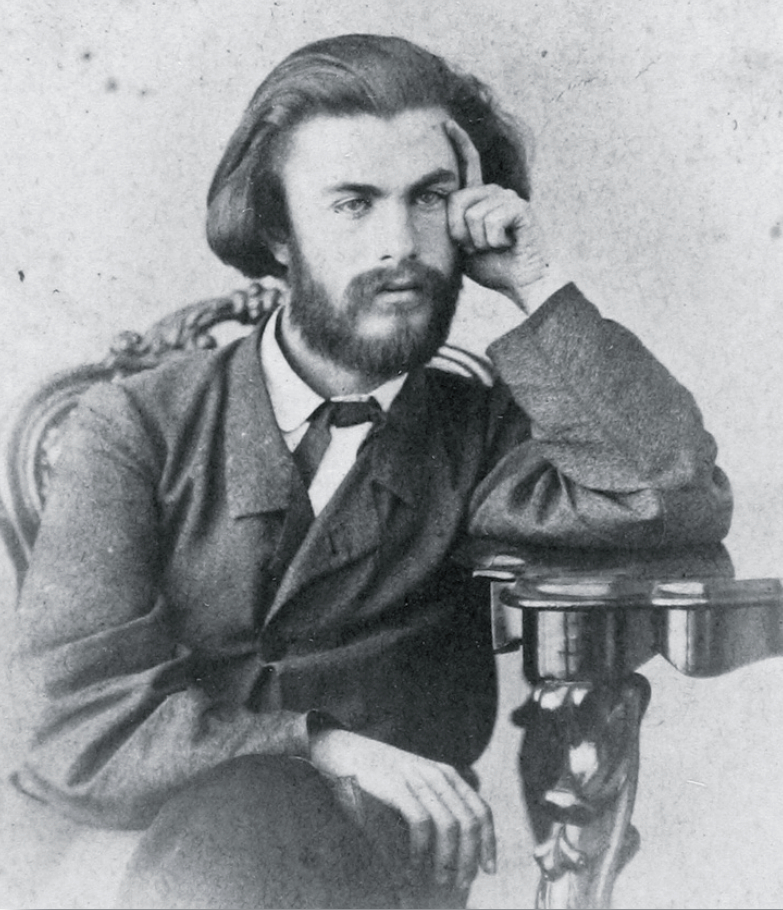
Михайло Драгоманов, жовтень 1863 р.

У своїх наукових і літературно-критичних працях 1870–1890-х («Література російська, великоруська, українська і галицька», 1873—1874; «Листи на Наддніпрянську Україну», 1893—1894; «Святкування роковин Шевченка в „руському обществі“», 1873; «Війна з пам'яттю про Шевченка», 1882; «Т. Шевченко в чужій хаті його імені», 1893 та інші) вимагав, щоб література неодмінно керувалася принципами вірності правді життя, відповідала своєму часові, сягала проблемами та героями глибин суспільного життя.
Велике значення мала розробка Драгомановим концепції народності літератури. Він наголошував на історичності цієї категорії, яка, постійно розвиваючись, оновлюючи зміст і форму, виявляла глибоку чутливість до суспільних і естетичних потреб народу. Підтримуючи у творчості українських письменників справді народне, Михайло Драгоманов вів рішучу боротьбу проти псевдонародності, провінційності та обмеженості літератури.
Одним із перших в українському літературознавстві звернувся до аналізу романтизму як напряму в мистецтві, що в попередні десятиліття відіграло позитивну роль у становленні національної літератури, викликавши зацікавленість до усної народної творчості, етнографії, міфології українців. Цим самим було підготовлено передумови для реалізму, який став домінувати в українській літературі другої половини XIX століття.
Цікавою є концепція реалізму в естетиці Михайла Драгоманова, осердям якої є вимога безтенденційного, об'єктивного змалювання життя. Недооцінка переваг реалістичного способу відображення дійсності вела до того, що окремі українські письменники (наприклад, О. Стороженко) малювали абстрактні схеми, а не живих людей, захоплювалися дидактизмом, у той час як художня творчість вимагає «виводити на сцену існуючі, а не вигадані особи й становище». Досягнення реалізму в українській літературі вчений пов'язував із творчістю Тараса Шевченка, Марка Вовчка, Панаса Мирного, Івана Нечуя-Левицького, частково Юрія Федьковича. Займаючись порівняльним літературознавством, Михайло Драгоманов пропагував важливість загальнолюдських естетичних цінностей у розвиткові культури українського народу.

## Вшанування

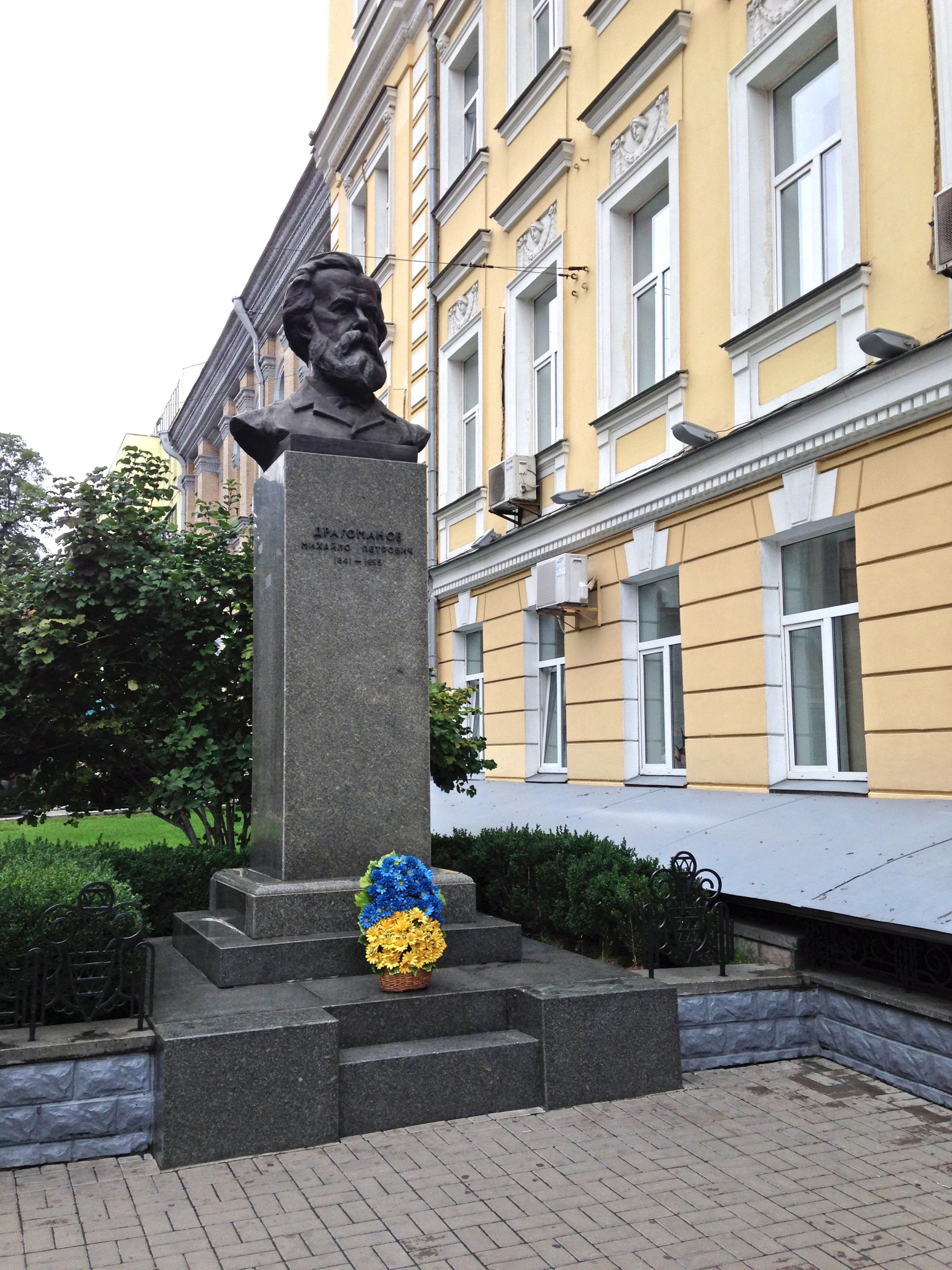
Бюст на вході до НПУ імені Михайла Драгоманова
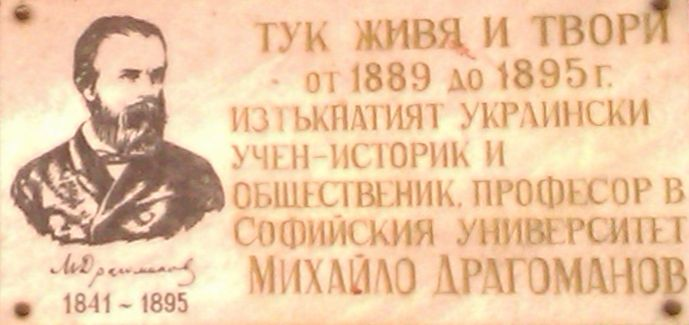
Пам'ятна таблиця на честь Драгоманова в Софії
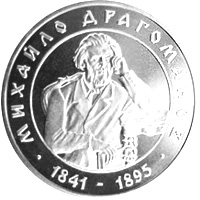
Ювілейна монета, присвячена Михайлу Драгоманову
Меморіальна дошка розміщена на стіні Червоного корпусу Київського університету

- Ім'я 1920 року присвоєне Національному педагогічному університету
- 1993 року Українська студія телевізійних фільмів випустила фільм «Титан. Михайло Драгоманов» (сценарій Володимира Колодяжного, режисер Олексій Мажуга)[22]
- 2001 року з нагоди 160-річчя від дня народження науковця НБУ випустив ювілейну пам'ятну монету
- На честь Михайла Драгоманова в Гадячі встановлено пам'ятну дошку в Урочищі Зелений Гай, де мешкала родина Драгоманових.

Вулиці
Його ім'ям названі вулиці у Києві, Львові, Івано-Франківську, Чернівцях, Рівному, Луцьку, Гадячі, Лубнах та інших населених пунктах.

## Бібліографія

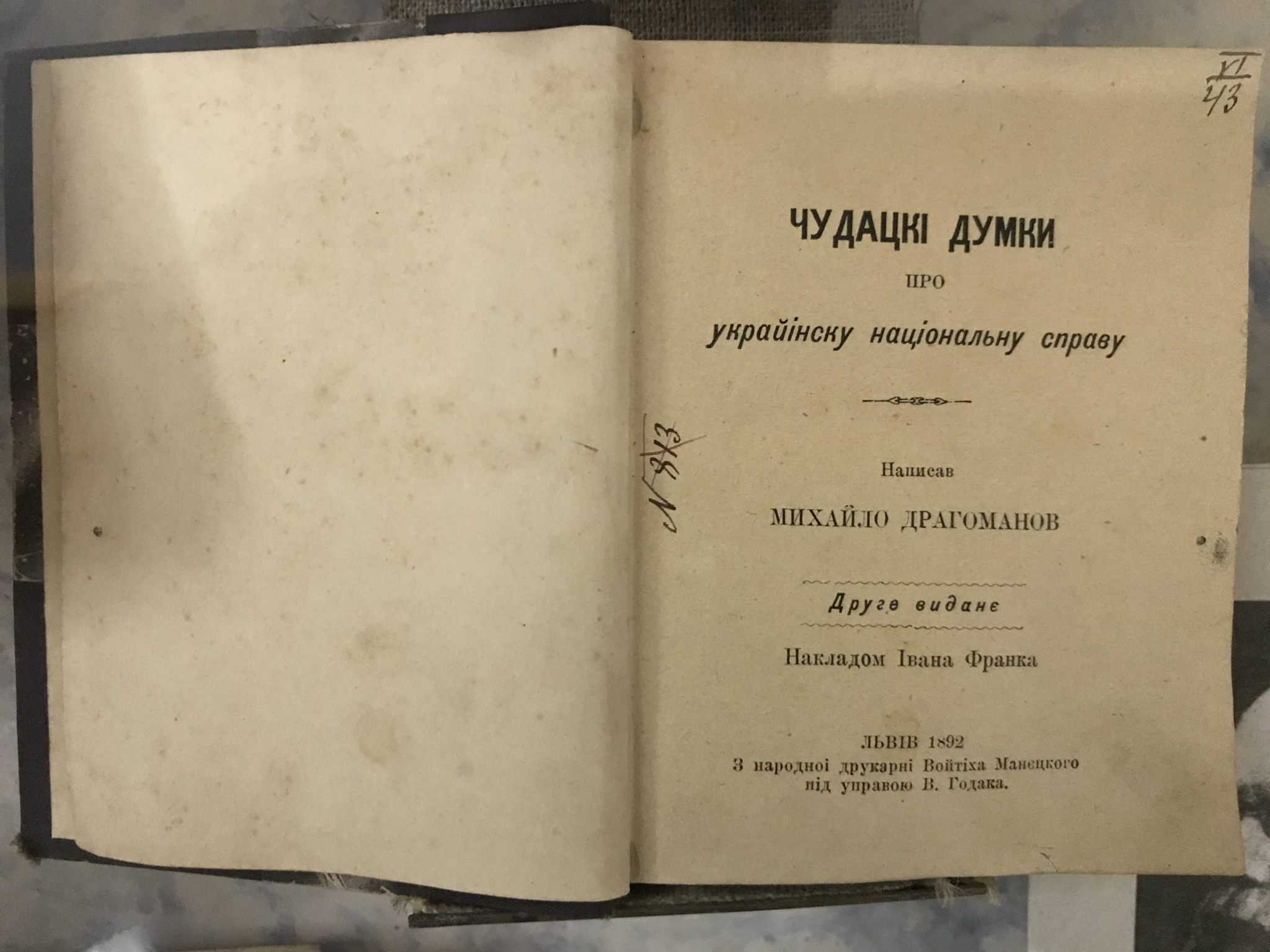
Михайло Драгоманов, «Чудацькі думки про украінську національну справу», Львів — 1892

### Основні твори
- Драгоманов М. П. Император Тиберий // Университетские известия [Киев]. — 1864. — № 1.
- Драгоманов М. П. О состоянии женщины в первый век Римской империи // Университетские известия [Киев]. — 1864. — № 5. Май.
- Драгоманов М. П. Малороссия в ее словестности [Архівовано 27 січня 2021 у Wayback Machine.] // Вестник Европы. — 1870. — Июнь. — Кн. 6.
- Драгоманов М. П. Восточная политика Германии и обрусение // Вестн. Европы. — 1872. — Кн. 2.
- Драгоманов М. П. Литературное движение в Галиции // Вестн. Европы. — 1873. — Кн. 9; Кн. 10.
- «Література російська, великоруська, українська і галицька» [Архівовано 3 лютого 2021 у Wayback Machine.] (1874).
- «Исторические песни малорусского народа» (Т. 1, 1874 — Т. 2, 1875, у співавторстві з В. Антоновичем).
- «По вопросу о малорусской литературе» (1876).
- «Малорусские народныя предания и рассказы» (1876).
- «Шевченко, українофіли і соціалізм» [Архівовано 26 вересня 2021 у Wayback Machine.] (1879)
- «Нові українські пісні про громадські справи: 1764—1880» (1881).
- «Историческая Польша и великорусская демократия» (1881).
- «Політичні пісні українського народу 18—19 ст.» (Частина перша, Розділ 1, 1883 — Частина перша, Розділ 2, 1885).
- «Чудацькі думки про українську національну справу» [Архівовано 5 лютого 2021 у Wayback Machine.] (1891).
- «Австро-руські спомини. 1867—1877» [Архівовано 4 лютого 2021 у Wayback Machine.] (1889—1892).
- «Листи на Наддніпрянську Україну» (1893)  [Архівовано 20 лютого 2020 у Wayback Machine.].

### Бібліографічні покажчики
- Михайло Петрович Драгоманов: Бібліографічний покажчик видань творів та критичної літератури [Архівовано 6 січня 2012 у Wayback Machine.]. Уклав Мороз Мирослав Олександрович Львів 1991 рік (цю бібліографію редагує та доповнює новими матеріалами Ярослава Лозинська з допомогою Андрія Хруцького — 2011).
- Михайло Петрович Драгоманов. 1841—1895. Його юбілей, смерть, автобіографія і спис творів/ Упорядник Михайло Павлик. — 1896
- Михайло Петрович Драгоманов. Твори: бібліографічний покажчик [Архівовано 12 липня 2018 у Wayback Machine.] / Міністерство освіти і науки, молоді та спорту України ; Національний педагогічний університет імені М. П. Драгоманова ; Наукова бібліотека ; упоряд. бібліографічного покажчика Н. І. Тарасова. − К. : Вид-во НПУ імені М. П. Драгоманова, 2012. − 168 с.
- Драгоманов — історик: каталог виставки до 185-річчя від дня народження М. П. Драгоманова [Архівовано 17 травня 2021 у Wayback Machine.] / Мін-во освіти і науки України ; Нац. пед. ун-т імені М. П. Драгоманова ; Наукова бібліотека ; упоряд. Н. І. Тарасова, Ю. І. Левченко. — Київ: Вид-во НПУ імені М. П. Драгоманова, 2016. — 137 с.
- Драгоманов — філолог: каталог виставки до 185-річчя від дня народження М. П. Драгоманова [Архівовано 17 травня 2021 у Wayback Machine.] / Мін-во освіти і науки України ; Нац. пед. ун-т імені М. П. Драгоманова ; Наукова бібліотека ; упоряд. бібліогр. покажчика: Н. І. Тарасова, О. Л. Хархун. — Київ: Вид-во НПУ імені М. П. Драгоманова, 2016. — 81 с.
- Драгоманов-філософ: бібліографічний покажчик [Архівовано 17 травня 2021 у Wayback Machine.] / М-во освіти і науки України ; Нац. пед. ун-т імені М. П. Драгоманова ; Наукова бібліотека ; упоряд. Н. І. Тарасова, наук. ред. Ю. І. Левченко. — Київ: Вид-во НПУ імені М. П. Драгоманова, 2018. — 139 с.

### Довідники
- Гнатюк І. С.. Драгоманов Михайло Петрович // Українська мова : енциклопедія / НАН України, Інститут мовознавства ім. О. О. Потебні, Інститут української мови; редкол.: В. М. Русанівський  (співголова), О. О. Тараненко (співголова), М. П. Зяблюк та  ін. — 2-ге вид., випр. і доп. — К. : Вид-во «Укр. енцикл.» ім. М. П. Бажана, 2004. — 824 с. : іл. — ISBN 966-7492-19-2. — С. 162.
- Пінчук Ю. Драгоманов Михайло Петрович // Енциклопедія історії України : у 10 т. / редкол.: В. А. Смолій (голова) та ін. ; Інститут історії України НАН України. — К. : Наукова думка, 2004. — Т. 2 : Г — Д. — С. 458. — ISBN 966-00-0405-2.
- Драгоманов Михайло. В справі реформи нашоіі правописі // Історія українського правопису XVI—XX століття. Хрестоматія / НАН України, Інститут української мови; Упоряд.: В. В. Німчук, Н. В. Пуряєва; Передмова В. В. Німчука; Комент. та приміт. Н. В. Пуряєвої — Київ: Наукова думка, 2004. — С. 160—167. — ISBN 966-00-0261-0.
- Лисяк-Рудницький І. Драгоманов Михайло // Енциклопедія українознавства / За ред. В. Кубійовича. Перевид. — Львів, 1993. — С. 589—591.
- Драгоманов (Dragomanov) Михайло Петрович // Україна в міжнародних відносинах. Енциклопедичний словник-довідник. Випуск 5. Біографічна частина: А-М / Відп. ред. М. М. Варварцев. — К.: Ін-т історії України НАН України, 2014. — с. 142—145
- Пінчук Ю. Драгоманов Михайло Петрович // Українська літературна енциклопедія: У 5 т. — К. : Українська енциклопедія ім. М. П. Бажана, 1990. — Т. 2. — С. 101—103.
- [https://archive.org/details/muzychna01/page/649/mode/1up?view=theater Драгоманов Михайло Петрович] // Українська музична енциклопедія / Гол. редкол. Г. Скрипник. — Київ : ІМФЕ НАНУ, 2006. — Т. 1 : [А – Д]. — С. 649—650.
- Драгоманов Михайло Петрович // Українська Релігієзнавча Енциклопедія
- Драгоманов Михайло // Українська мала енциклопедія : 16 кн. : у 8 т. / проф. Є. Онацький. — Накладом Адміністратури УАПЦ в Аргентині. — Буенос-Айрес, 1958. — Т. 2 : Д — Є, кн. 3. — С. 379—381. — 1000 екз.
- Драгоманів Михайло // Українська Загальна Енциклопедія: Книга Знання. В 3-х т. — Т. 1: А–Ж / Під гол. ред. І. Раковського. ; [В. Дорошенко, М. Рудницький, В. Сімович]. — Львів; Станіславів; Коломия: Рідна школа, 1930. — С. 1140—1141
- Київ. Енциклопедія. / В. Г. Абліцов. — К.: Видавництво «Фенікс». 2016. — 288 с.

### Твори Драгоманова
- Михайло Драгоманов на сайті книгодатабази Goodreads
- Сторінка «Драгоманов Михайло Петрович [Архівовано 17 березня 2022 у Wayback Machine.]» інформаційно-бібліографічного ресурсу «Видатні педагоги України та світу [Архівовано 21 жовтня 2020 у Wayback Machine.]» ДНПБ України ім. В. О. Сухомлинського
- Марко Роберт Стех. Очима культури. — № 60. Про українські громади та Михайла Драгоманова [Архівовано 16 лютого 2020 у Wayback Machine.]
- Зібрання творів М. Драгоманова в е-бібліотеці ЧТИВО [Архівовано 27 листопада 2016 у Wayback Machine.]
- Михайло Драгоманов. Шевченко, українофіли й соціялізм. — Львів: Накладом Укр.-рус. вид. спілки, 1906. [Архівовано 3 березня 2016 у Wayback Machine.]
- Михайло Драгоманов. Вибране. — Київ: Либідь, 1991. [Архівовано 13 березня 2016 у Wayback Machine.]
- Drahomaniv — книги М. П. Драгоманова в Інтернет-архіві
- Драгоманов Михайло [Архівовано 29 січня 2021 у Wayback Machine.] — на порталі «Український Центр»
- Творча спадщина Драгоманова [Архівовано 20 квітня 2012 у Wayback Machine.] — перелік видань, що зберігаються в Науковій бібліотеці імені М.Максимовича (Київ)
- Костянтин Чехович. Шкідливі думки Михайла Драгоманова // Український Бескид, 11.09.1938 [Архівовано 15 березня 2014 у Wayback Machine.]
- Дві долі: Іван Труш і Леся Українка [Архівовано 30 квітня 2015 у Wayback Machine.]
- Драгоманов Михайло Петрович [Архівовано 26 жовтня 2020 у Wayback Machine.] Тофтул М. Г. Сучасний словник з етики. — Житомир: Вид-во ЖДУ ім. І. Франка, 2014. — 416с. ISBN 978-966-485-156-2
- Драгоманов Михайло Петрович — учений, політик, публіцист. До 170-річчя від дня народження [Архівовано 1 квітня 2016 у Wayback Machine.]
- Хто був і є у місті Гадяч [Архівовано 18 травня 2017 у Wayback Machine.]
- Драгоманів М. Два учителі: спомини / Михайло Драгоманів. — У Львові: З друк. Наук. тов. ім. Шевченка, 1902. — 79, 3 с. — (Літературно-наукова бібліотека ; ч. 27). [Архівовано 25 вересня 2018 у Wayback Machine.]
- Драгоманов М. Розвідки Михайла Драгоманова про українську народну словесність і письменство. Т. 4 / зладив М. Павлик. — У Львові: Накладом Наук. т-ва ім. Шевченка, 1907. — 399, 4 с. — (Збірник філологічної секції Наукового товариства імені Шевченка ; т. 10). [Архівовано 3 січня 2019 у Wayback Machine.]
- Драгоманов М. Розвідки Михайла Драгоманова про українську народну словесність і письменство. Т. 3 / зладив М. Павлик. — У Львові: Накладом Наук. т-ва ім. Шевченка, 1906. — VI, 362 с. — (Збірник філологічної секції Наукового товариства імені Шевченка ; т. 7). [Архівовано 3 січня 2019 у Wayback Machine.]
- Драгоманов М. Розвідки Михайла Драгоманова про українську народну словесність і письменство. Т. 2 — У Львові: Накладом Наук. т-ва ім. Шевченка, 1900. — 238, 4 с., 4 арк. іл. — (Збірник філологічної секції Наукового товариства імені Шевченка ; т. 3). [Архівовано 3 січня 2019 у Wayback Machine.]
- Драгоманов М. Розвідки Михайла Драгоманова про українську народну словесність і письменство. Т. 1. — У Львові: Накладом Наук. т-ва ім. Шевченка, 1899. — 264 с. — (Збірник філологічної секції Наукового товариства імені Шевченка ; т. 2). [Архівовано 3 січня 2019 у Wayback Machine.]
- Драгоманов М. Нові українські пісні про громадські справи: (1764—1880) / М. Драгоманов. — Вид. 2-е. — Київ: Криниця, 1918. — 154 с. [Архівовано 3 січня 2019 у Wayback Machine.]

### Про нього
- Про Михайла Драгоманова у програмі «Велич особистості» / ВІДЕО
- Панас Феденко. Михайло Драгоманов і Пєр Жозеф Прудон (1932)

| S: | Твори цього автора перебувають у суспільному надбанні. Ви можете допомогти проєкту, додавши їх у Вікіджерела. |